# حف
حَفّ (الاسم العلمي: Congiopodus)، جنس أسماك بحرية من فصيلة الحفيات أعطانها الأصلية في جنوب المحيط الأطلسي والمحيط الهادئ.

## الأنواع
يوجد حاليًا ستة أنواع معروفة في هذا الجنس
- Congiopodus coriaceus Paulin & Moreland, 1979 (Deepsea pigfish)
- Congiopodus kieneri (هنري إميل سوفاج, 1878)
- Congiopodus leucopaecilus (جون ريتشاردسون (عالم), 1846) (Southern pigfish)
- Congiopodus peruvianus (جورج كوفييه, 1829) (Horsefish)
- Congiopodus spinifer (أندرو سميث, 1839) (Spinenose horsefish)
- Congiopodus torvus (Gronow, 1772) (Smooth horsefish)